# Micaela Cáceres
Micaela Cáceres de Gamboa (n. Valparaíso, c. 1850) fue una obrera, costurera, sindicalista y feminista chilena, creadora en 1887 de la Sociedad de Obreras Mutualistas, el primer sindicato de mujeres trabajadoras en Chile y América del Sur.

## Historia y trayectoria
Micaela nació y creció en la ciudad de Valparaíso, puerto principal de Chile y ciudad que tuvo un importante desarrollo industrial y sindicalista durante la segunda mitad del siglo XIX. 
No se tiene información precisa sobre su fecha de nacimiento, pero se calcula que fue hacia mediados del siglo XIX. Contrajo matrimonio con un hombre de apellido Gamboa y a las 25 años ya era viuda.
Se desempeñó como operaria del taller de modas Günther, ubicado en calle Esmeralda, en el centro de Valparaíso, el que se dedicaba a la importación de vestuario desde Europa, y a la fabricación local de ropa de dama.
Fue allí donde, después de presenciar la muerte de una compañera de trabajo quien debió asistir al taller a pesar de estar enferma, Cáceres decidió formar la primera unión de mujeres trabajadoras; en poco más de una semana, reunió a 150 obreras para organizarse contra la falta de protección que afectaba a las trabajadoras. Esta organización fue llamada Sociedad de Obreras de Socorros Mutuos, luego conocida como Sociedad de Obreras Mutualistas, y se creó oficialmente el 13 de noviembre en 1887. Cáceres presidió el primer directorio.

## Legado sindical
El trabajo del sindicato de mujeres consistió en la organización de obreras, para procurarse protección social, atención en salud, acceso a educación e instancias de cultivo, encuentro y esparcimiento. Estas demandas eran precursoras, ya que el Estado de Chile recién empezó a desarrollar políticas de cobertura social a mediados del siglo XX. La organización creada por Cáceres abrió caminos para la lucha feminista obrera en Chile y la región; ella denunciaba de que las mujeres trabajadoras eran doblemente explotadas. La siguieron: la Sociedad de Socorros Mutuos de Santiago (1887); la Sociedad de Socorros Mutuos “Emancipación de la Mujer” de Santiago (1888); la Sociedad Ilustración de la Mujer de Concepción (1889); la Sociedad Unión y Fraternidad de Obreras en Valparaíso (1891); la Sociedad de Obreras, Instrucción y Socorros Mutuos N° 1 de Antofagasta (1894); la Sociedad Emancipación de la Mujer de Iquique (1901); la Sociedad de Señoras N° 1 y Socorros Mutuos de Huantajaya en Iquique (1902); la Federación Cosmopolita de Obreras en Resistencia en Valparaíso (1903); y la Combinación de Señoras Instrucción y Socorro Mutuo de Tocopilla (1906).
Hasta muy avanzada edad, Micaela Cáceres siguió siendo socia del Sindicato de Mujeres n.º 1; también fue parte de la Unión Femenina de Chile.

## Homenajes

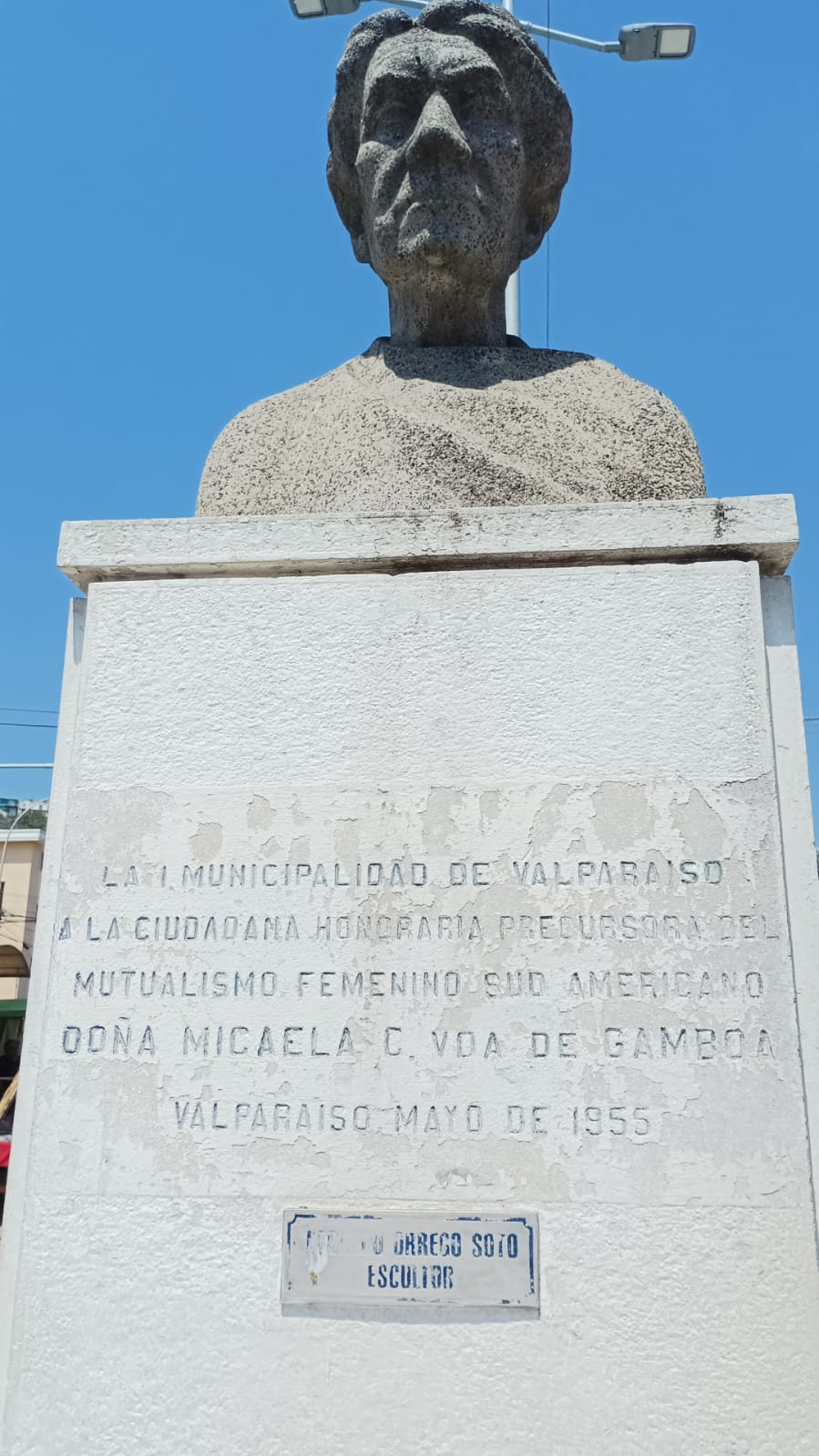
Busto de Micaela Cáceres de Gamboa. Obrera, sindicalista y feminista chilena precursora del sindicalismo y el mutualismo en América Latina

En 1955, la Municipalidad de Valparaíso erigió un busto en su honor, obra del escultor Heraldo Orrego Soto; allí se la recuerda como "precursora del mutualismo femenino sudamericano".
En la ciudad de Valdivia, en la Región de los Ríos, una calle lleva el nombre de Micaela Cáceres.